# 博日達爾

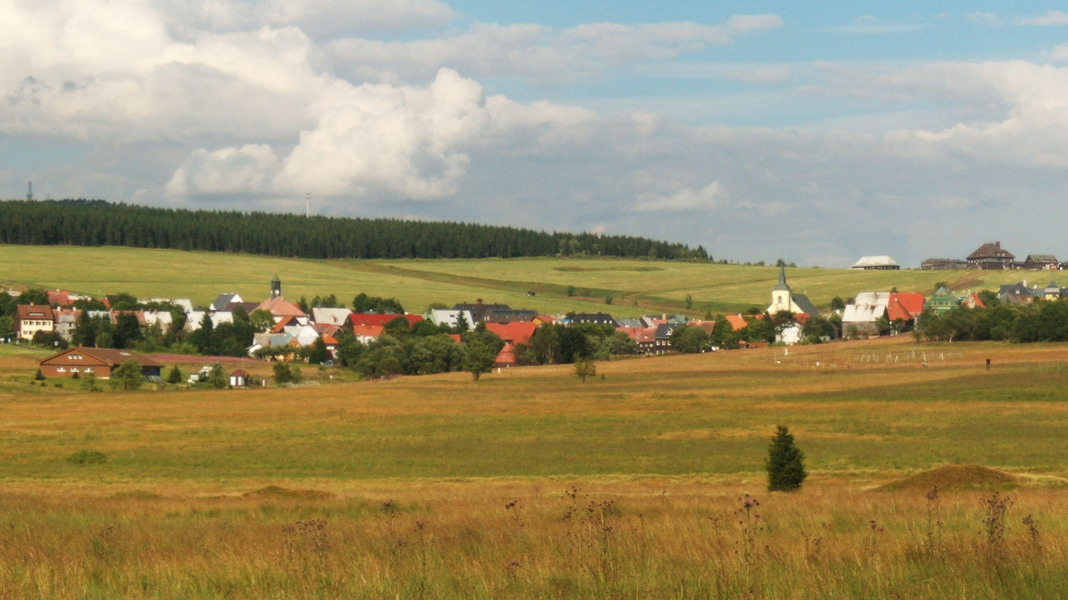

博日達爾是捷克的城鎮，位於該國西北部，距離亞希莫夫3公里，由維索基納州負責管轄，面積37.97平方公里，海拔高度1,028米，是歐洲中部海拔最高的城鎮，2005年人口185。

## 外部連結
- Municipal website （页面存档备份，存于）
- hotel St.Anna